# 金质勇气勋章
金质勇气勋章是1793年5月21日，撒丁岛国王维克托·阿玛迪斯三世，为奖励在战争中具有杰出勇气行为的初级士官和士兵（"....per bassi ufficiali e soldati che avevano fatto azioni di segnalato valore in guerra"）而设立的勋章。
勋章的正面呈现的是国王的肖像，背面则为本国国旗，并附有“授予英勇”（“al valore”）的字样。
1815年4月14日，撒丁岛维克托·阿玛迪斯一世将他替代成萨伏依军事修会（"l'Ordine militare di Savoia"），即现在的意大利军事修会（Military Order of Italy）。
1833年3月26日，撒丁岛的查尔斯·阿尔贝特恢复了勋章的使用，并添加了银和铜的材质。它们的正面是环绕着月桂树枝的萨伏依盾形纹章、皇冠和“为英勇的军事行为”（"al valor militare"） 的字样。背面是两条月桂枝条，环绕着荣誉士兵的名字和英勇行动展开的地点和日期。
1946年6月2日，随着共和国的宣告，盾形纹章被意大利共和国徽章取代。
一战期间，就个人表现而颁发的金质勇气勋章共计368次，而授予军事单位的为37次，授予无名士兵则是1次。而个人奖励授予外国人仅为四个，沙皇尼古拉斯二世就是其中之一。其他三个勋章授予了为在行动中被害或因病而去世的接收人（法国人约翰·奥伯和罗兰·莫乐特，以及美国人科尔曼·德维特）的英勇行为。金质勇气勋章是一战期间最节俭的奖章，颁发的次数极少，比之颁发628次的维多利亚十字勋章还少。
意大利境内现在仍颁发金质勇气勋章，1932年11月4日，皇家法令确立了银、铜材质的军事勋章，以及战争十字勋章("Croce di Guerra al Valor Militare",仅在战争期间颁发)，并将它们定义为“为英勇军事行为授予杰出而公开的荣誉，即使是在和平时期，并为与构建武装力量紧密相连的人提供的勋章，无论他所处的环境或拥有的才能。” 